# Akeem Williams
Akeem Williams (Brockton, 26 gennaio 1991) è un ex cestista statunitense con cittadinanza britannica.